# Slag bij Five Forks
De Slag bij Five Forks vond plaats op 1 april 1865 ten zuidwesten van Petersburg, Dinwiddie County in de staat Virginia. Deze slag is een deel van de Appomattox-veldtocht tijdens de Amerikaanse Burgeroorlog. Hij wordt ook weleens het Waterloo van de Zuidelijke Staten genoemd. Na de nederlaag van George E. Pickett, werd Robert E. Lee gedwongen om zijn stellingen rond Petersburg te verlaten. De terugtocht van Lee eindigde met de overgave van zijn leger bij Appomattox Court House op 9 april 1865.

## Wat voorafging
Na de Slag bij Dinwiddie Court House op 31 maart wilde Pickett zich terugtrekken naar een stelling bij Hatcher’s Run, nadat hij vernomen had dat er Noordelijke versterkingen op weg waren die deel uitmaakten van het V korps. Lee had echter het bevel gegeven aan Pickett om het kruispunt bij Five Forks te verdedigen met zijn infanteriedivisie en drie cavaleriedivisies. Five Forks was voor Lee van strategisch belang. Het vormde het kruispunt tussen de White Oak Road, Scott's Road, Ford's Road, en de Dinwiddie Court House Road. Het bevel van Lee luidde als volgt:
‘’Verdedig Five Forks ongeacht de prijs. Bescherm de weg naar het depot van Ford en voorkom een Noordelijke aanval op de Southside spoorweg.’’
Pickett’s troepen bouwden een aarden verdediging van ongeveer 2,8 km lang langs de White Oak Road. De beide flanken werden beschermd door cavalerie.
Philip H. Sheridan had het plan opgevat om de Noordelijke cavalerie te gebruiken om langs de volledige linie de Zuidelijke eenheden vast te pinnen. Daarna zou de rest van het V korps, onder leiding van generaal Kemble Warren de Zuidelijke linkerflank aanvallen. Door slechte kaarten en onduidelijke informatie dacht Sheridan dat de vijandelijke linkerflank verder naar het oosten lag dan het in werkelijkheid het geval was.
Warren had zijn aanvalspositie bereikt tegen 04.00 uur in de ochtend. Modderige wegen hadden zijn opmars vertraagd. Sheridan gaf Warren de schuld van deze vertraging. (De professionele relatie tussen Sheridan en Warren was sterk bekoeld na een incident in een voorgaande campagne. Sheridan had de toestemming gekregen van Grant om Warren te ontslaan als hij dit nodig achtte.) Desondanks had ook de cavalerie van Sheridan last van de terreinomstandigheden en had daarom weinig invloed op het verdere verloop van de slag.

## De slag
Sheridan had de aanval zo gepland dat er een aanval kwam van twee divisies met een derde divisie in reserve. De voorste divisie op de rechterflank, onder leiding van generaal majoor Samuel W. Crawford, zou het uiterste punt van de vijandelijke flank aanvallen. De voorste divisie op de linkerflank, onder leiding van generaal majoor Romeyn B. Ayres, moest de Zuidelijke stellingen frontaal aanvallen. De eerste fase van de aanval mislukt volledig door de slechte informatie die Sheridan ontvangen had. De rechterdivisie miste haar doel volledig, terwijl de linkerflank van de linkerdivisie onder zwaar vijandelijk vuur kwam te liggen.
De twee divisies probeerden zich te hergroeperen en te heroriënteren om de aanval opnieuw te kunnen inzetten. De reservedivisie, onder generaal majoor Charles Griffin stopte de opmars om de verwarring niet groter te maken. Warren, die op een centrale plaats gebleven was, stuurde verschillende koeriers om de aanval te heroriënteren. Dit haalde niets uit, dus zat er niets anders op voor Warren om zelf de nodige bevelen te communiceren. Sheridan, die meereed met Ayres, had ondertussen een charge uitgevoerd die de linkerflank van Pickett’s linie doorbroken had. Deze charge is later veelvuldig weergegeven in schilderijen en litho’s.
Terwijl de Zuidelijken een nieuwe stelling probeerden in te nemen, wierp Griffin zijn reservedivisie in te strijd naast die van Ayres. Warren gaf het bevel aan Crawford om deze aanval te steunen. De cavalerie onder Sheridan reed rond de vijandelijke rechterflank, maar kon niet verhinderen dat verschillende Zuidelijke eenheden ontsnapten. Het resultaat van de strijd was duidelijk in het voordeel van de Noordelijken. 9.200 manschappen van Pickett’s divisie lagen dood of gewond op het slagveld. Velen waren ook krijgsgevangen gemaakt.

## Gevolgen
Opnieuw had de militaire carrière van Pickett een serieuze deuk gekregen. Tijdens de slag was hij drie kilometer achter de linies aan het genieten van gebakken vis samen met de generaal-majoors Fitzhugh Lee en Thomas L. Rosser. Hij had zijn ondergeschikten niet laten weten waar hij was. Toen hij eindelijk aankwam op het slagveld was het reeds te laat.
Het verlies van Five Forks betekende voor Lee het verlies van zijn ontsnappingsroute naar de Southside spoorweg. Op 2 april 1865 stuurde Lee een bericht naar president Jefferson Davis dat hij Petersburg en Richmond moest evacueren.
De Noordelijke brigade generaal Frederick Winthrop sneuvelde bij Five Forks en kolonel Willie Pegram, een Zuidelijke artillerieofficier werd dodelijk gewond. Sheridan was niet blij met de prestaties van het V korps en ontnam daarop Warren zijn commando.